# Anunciació de Maria (Riga)
L'Anunciació de Maria (en letó: Vissvētās Dievmātes Pasludināšanas pareizticīgo Baznica) és una Església Ortodoxa a la ciutat de Riga capital de Letònia, està situada al carrer Gogoļa 9. Posseeix la iconòstasi de 1859, per la qual cosa és el més antic de la ciutat. L'església té icones que daten dels segles XVI al xix.
Aquesta església d'estil neoclàssic va ser construïda el 1814-1818, d'acord amb el disseny de l'arquitecte alemany bàltic Theodor Gottfried Schultz i finançat pels comerciants russos Mukhin de la ciutat, avis de l'escultora Vera Múkhina que va ser batejada en aquesta església.

## Galeria

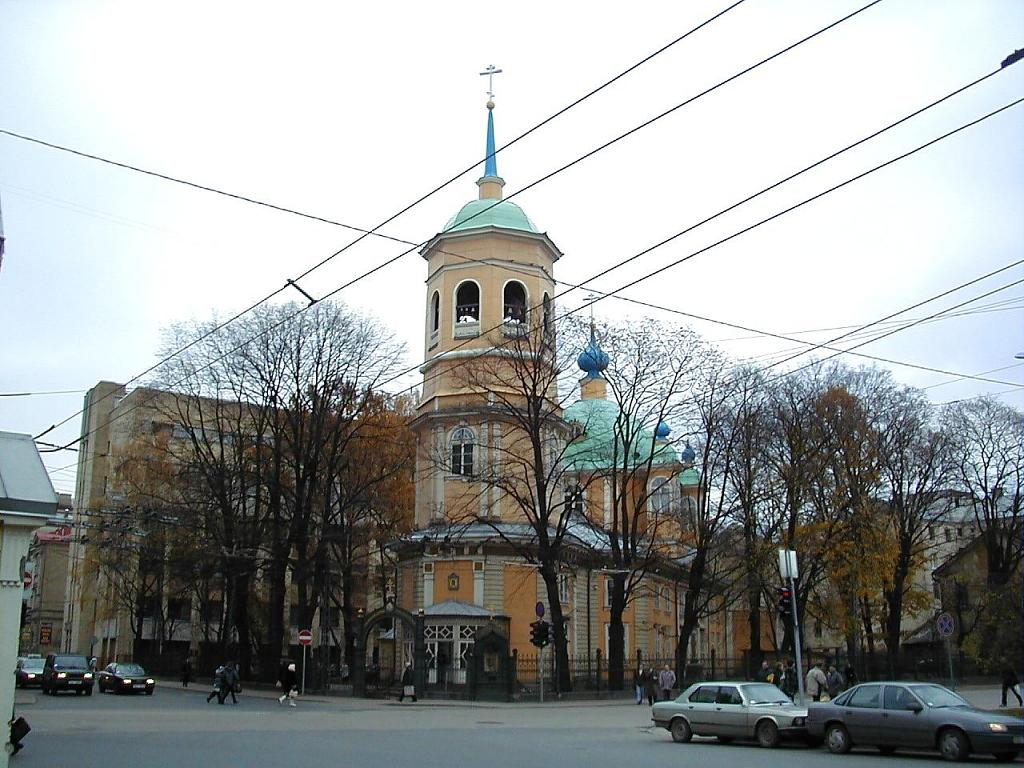
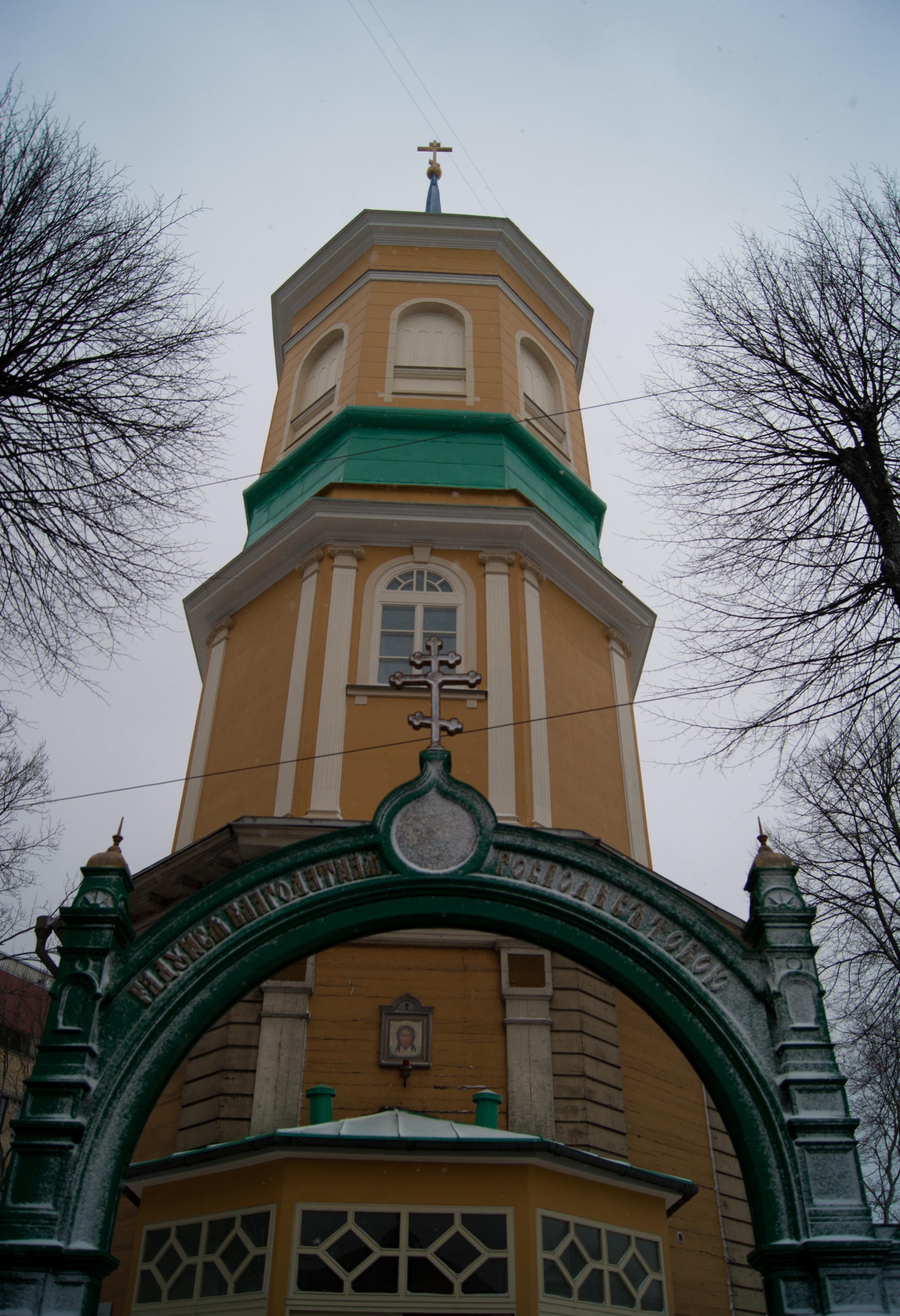